# Conus worki
Conus worki é uma espécie de gastrópode do gênero Conus, pertencente à família Conidae.